# Халваши, Сурие Хасановна
Сурие Хасановна Халваши (1927, село Букнари, Кобулетский район, АССР Аджаристан, ССР Грузия) — колхозница колхоза имени Стуруа Кобулетского района, Аджарская АССР, Грузинская ССР. Герой Социалистического Труда (1951).

## Биография
Родилась в 1927 году в крестьянской семье в селе Букнари (в прошлом — Верхняя Ульяновка) Кобулетского района. Трудовую деятельность начала в 1942 году на чайной плантации местного колхоза. После замужества в 1947 году переехала в другое село, где трудилась чаеводом в колхозе имени Стуруа Кобулетского района. За выдающиеся трудовые достижения в 1948 году была награждена Орденом Ленина.
В 1950 году собрала 6366 килограмма чайного листа на участке площадью 0.5 гектара. Указом Президиума Верховного Совета СССР от 1 сентября 1951 года удостоена звания Героя Социалистического Труда за «получение в 1950 году высоких урожаев сортового зелёного чайного листа и винограда» с вручением ордена Ленина и золотой медали «Серп и Молот» (№ 6153).
После выхода на пенсию проживала в Кобулетском районе. С 1984 года — персональный пенсионер союзного значения.
Награды
- Герой Социалистического Труда
- Орден Ленина — дважды (29.08.1949; 1951)